# Mercedes-Benz Vario

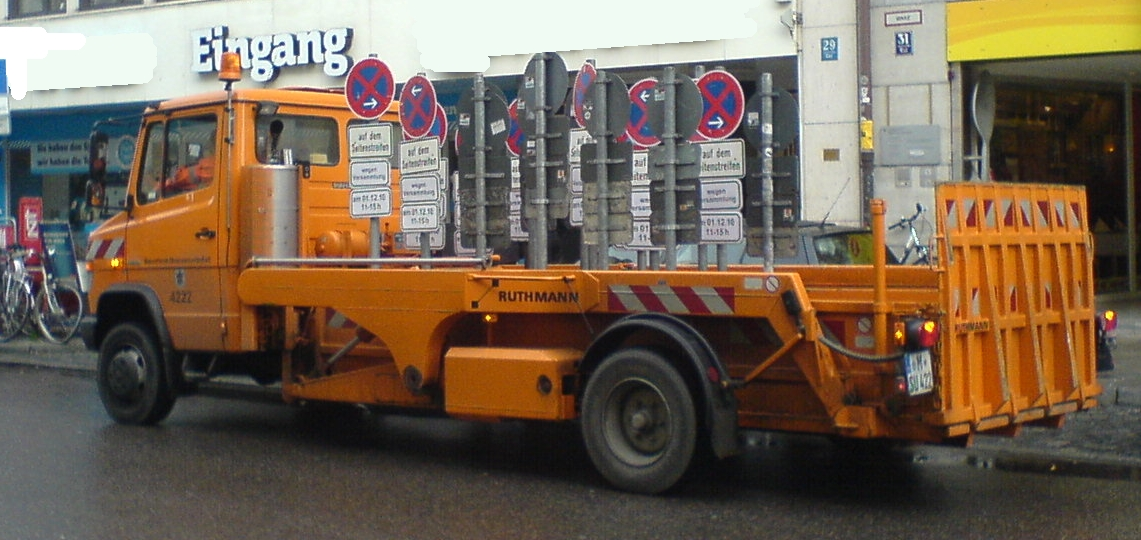
Mercedes-Benz Vario 810 DT
mit Plattform Ruthmann

Der Mercedes-Benz Vario (T2W-Series) ist der Nachfolger des Mercedes-Benz T 2.
Er wurde von 1996 bis 2013 im Werk Ludwigsfelde gebaut. Die äußerlichen Unterschiede zum Vorgänger sind recht gering – Scheinwerfer, Blinker und Kühlergrill wurden neu gestaltet, auch der Innenraum wurde überarbeitet.
Als Motoren gab es den Fünfzylinder-Dieselmotor OM 602 mit einem Hubraum von 2,9 l und den Vierzylinder-Dieselmotor OM 904 mit einem Hubraum von 4,25 l. Der OM 904 wurde in Varianten von 95 kW bis 130 kW (129 PS bis 177 PS) angeboten.
Der Wagen wurde mit Radständen von 3150 mm bis 4800 mm angeboten. Dementsprechend variierte die Länge von 5220 mm bis 8230 mm bei einer Breite von 2206 mm. Das geringste Leergewicht war 2650 kg.
Den Vario gab es mit Gesamtgewichten von 4,8 t bis 7,49 t. Die Modellbezeichnungen nach Baureihen lauten:
Fahrgestell mit Fahrerhaus (Kofferaufbau, Pritsche/Plane)
- BM 667.32: 512 D,
- BM 668.32: 612 D – 618 D
- BM 670.32: 812 D – 818 D
- BM 670.42: 813 DA – 818 DA

K – Kipper
- BM 668.33: 612 DK – 618 DK
- BM 670.33: 812 DK – 818 DK
- BM 670.43: 813 DAK – 818 DAK

KA – Kastenwagen (Zusatzabkürzung)
- BM 667.35: 512 D-KA,
- BM 668.35: 612 D-KA – 618 D-KA
- BM 670.35: 812 D-KA – 818 D-KA
- BM 670.45: 813 DA-KA – 818 DA-KA

O – Omnibus
- BM 670.37: O810 D – O818 D

T – Triebkopf (Einachsschlepper mit Fahrerhaus)
- BM 670.398: 810 DT, 812 DT

(erste Ziffer für das ungefähre Gesamtgewicht in Tonnen, zweite und dritte Ziffer für ein Zehntel der ungefähren Leistung in PS, „D“ steht für Diesel und „A“ für Allrad).

## Motoren
| Modell/Baumuster                                             | Hubraum cm3                                                  | Bohrung × Hub mm                                             | Motorkenncode Mercedes-Benz                                  | Leistungs kW (PS) bei min−1 Abgasnorm                        | Drehmoment Nm bei min−1                                      | Bauzeit                                                      | Kraftstoffaufbereitung Besonderheit                          |
| Reihe 5-Zylinder-Dieselmotor (Ladeluftkühlung und Aufladung) | Reihe 5-Zylinder-Dieselmotor (Ladeluftkühlung und Aufladung) | Reihe 5-Zylinder-Dieselmotor (Ladeluftkühlung und Aufladung) | Reihe 5-Zylinder-Dieselmotor (Ladeluftkühlung und Aufladung) | Reihe 5-Zylinder-Dieselmotor (Ladeluftkühlung und Aufladung) | Reihe 5-Zylinder-Dieselmotor (Ladeluftkühlung und Aufladung) | Reihe 5-Zylinder-Dieselmotor (Ladeluftkühlung und Aufladung) | Reihe 5-Zylinder-Dieselmotor (Ladeluftkühlung und Aufladung) |
| ------------------------------------------------------------ | ------------------------------------------------------------ | ------------------------------------------------------------ | ------------------------------------------------------------ | ------------------------------------------------------------ | ------------------------------------------------------------ | ------------------------------------------------------------ | ------------------------------------------------------------ |
| 512 D, 612 D, 812 D                                          | 2874                                                         | ø89 × 92.4                                                   | OM 602 DE LA                                                 | 90 (122) 3800 Euro-2                                         | 280 2000–2300                                                | 1996–2001                                                    | Verteilereinspritzpumpe mit EDC - Leitung - Düsenhalter      |
| Reihe 4-Zylinder-Dieselmotor (Ladeluftkühlung und Aufladung) |                                                              |                                                              |                                                              |                                                              |                                                              |                                                              |                                                              |
| 810 DT                                                       | 4249                                                         | ø102 × 130                                                   | OM 904 LA                                                    | 75 (102) 2200 Euro-2                                         |                                                              | 1996–2001                                                    | Steckpumpe - Leitung - Düse (UPS/PLD)                        |
| 812 DT                                                       | 4249                                                         | ø102 × 130                                                   | OM 904 LA                                                    | 90 (122) 2200 Euro-2                                         |                                                              | 1996–2001                                                    | Steckpumpe - Leitung - Düse (UPS/PLD)                        |
| BlueTec4/5 613 D, 813 D 813 DA (4×4)                         | 4249                                                         | ø102 × 130                                                   | OM 904 LA                                                    | 95 (129) 2200 Euro-4/Euro-5                                  | 500 1200–1600                                                | 2006-                                                        | Steckpumpe - Leitung - Düse (UPS/PLD)                        |
| 614 D, 814 D 814 DA (4×4)                                    | 4249                                                         | ø102 × 130                                                   | OM 904 LA                                                    | 100 (136) 2200 Euro-2/Euro-3                                 | 520 1200–1600                                                | 1996–2006                                                    | Steckpumpe - Leitung - Düse (UPS/PLD)                        |
| 615 D, 815 D 815 DA (4x4)                                    | 4249                                                         | ø102 × 130                                                   | OM 904 LA                                                    | 112 (152) 2200 Euro-2                                        | 580 1200–1600                                                | 1998–2001                                                    | Steckpumpe - Leitung - Düse (UPS/PLD)                        |
| 615 D, 815 D 815 DA (4x4)                                    | 4249                                                         | ø102 × 130                                                   | OM 904 LA                                                    | 110 (150) 2200 Euro-3                                        | 575 1200–1600                                                | 2001–2006                                                    | Steckpumpe - Leitung - Düse (UPS/PLD)                        |
| BlueTec4/5 616 D, 816 D 816 DA (4x4)                         | 4249                                                         | ø102 × 130                                                   | OM 904 LA                                                    | 115 (156) 2200 Euro-4/Euro-5                                 | 610 1200–1600                                                | 2006-                                                        | Steckpumpe - Leitung - Düse (UPS/PLD)                        |
| 618 D, 818 D BlueTec4/5 (2006-) 618 D, 818 D 818 DA (4x4)    | 4249                                                         | ø102 × 130                                                   | OM 904 LA                                                    | 130 (177) 2200 Euro-3 Euro-4/Euro-5                          | 675 1200–1600                                                | 2003–                                                        | Steckpumpe - Leitung - Düse (UPS/PLD)                        |

## Technische Daten
| Modell                       | 512 D/612 D/812 D                                   | X13 D/X14 D/X15 D/X16 D/X18 D                                                                                   | 813 DA-818 DA (4x4)                                                |
| ---------------------------- | --------------------------------------------------- | --- | ------------------------------------------------------------------ |
| Zylinderzahl                 | R5                                                  | R4 | R4                                                                 |
| Hubraum (cm³)                | 2874                                                | 4249 | 4249                                                               |
| Max. Leistung (kW/PS)        | 90/122 bei 3800                                     | 95/129 – 130/177 bei 2200                                                                                       | 95/129 – 130/177 bei 2200                                          |
| Max. Drehmoment (Nm)         | 280 bei 2000–2300                                   | 500-675 bei 1200–1600                                                                                           | 500-675 bei 1200–1600                                              |
| Bordspannung (V)             | 12                                                  | 24 | 24                                                                 |
| Höchstgeschwindigkeit (km/h) | 90                                                  | 90 | 90                                                                 |
| Getriebe (Serienmäßig)       | 5 Gang-Schaltgetriebe G28-5 oder 5 Stufen-Automatik | 5 Gang-Schaltgetriebe ZF Ecolite S5-42 6 Gang-Schaltgetriebe G56-6, G6-60 oder 4 und 5 Stufen-Automatik Allison | 5 Gang-Schaltgetriebe ZF Ecolite S5-42 6 Gang-Schaltgetriebe G56-6 |
| Tankinhalt                   | 55 – 140 l                                          | 55 – 140 l | 55 – 140 l                                                         |

Stand: Juli 2012

## Einstellung der Produktion 2013
Aufgrund hoher Adaptionskosten des Fahrzeugs zur Erfüllung der künftigen Euro-6-Norm sowie der Implementierung einer angepassten ESP-Regelung hat Mercedes-Benz den Vertrieb zum Modelljahr 2014 und die Produktion am 27. September 2013 eingestellt. Daneben nennt der Hersteller die sinkenden Verkaufszahlen der Baureihe als Grund. Einen direkten Nachfolger gibt es nicht; als Nachfolger sind dann die schweren Varianten des Mercedes-Benz Sprinter, die leichte Version der Mercedes-Benz Atego sowie die Modelle der Baureihe Mitsubishi Fuso Canter zu betrachten (Mitsubishi Fuso gehört seit 2011 zu Daimler Trucks).

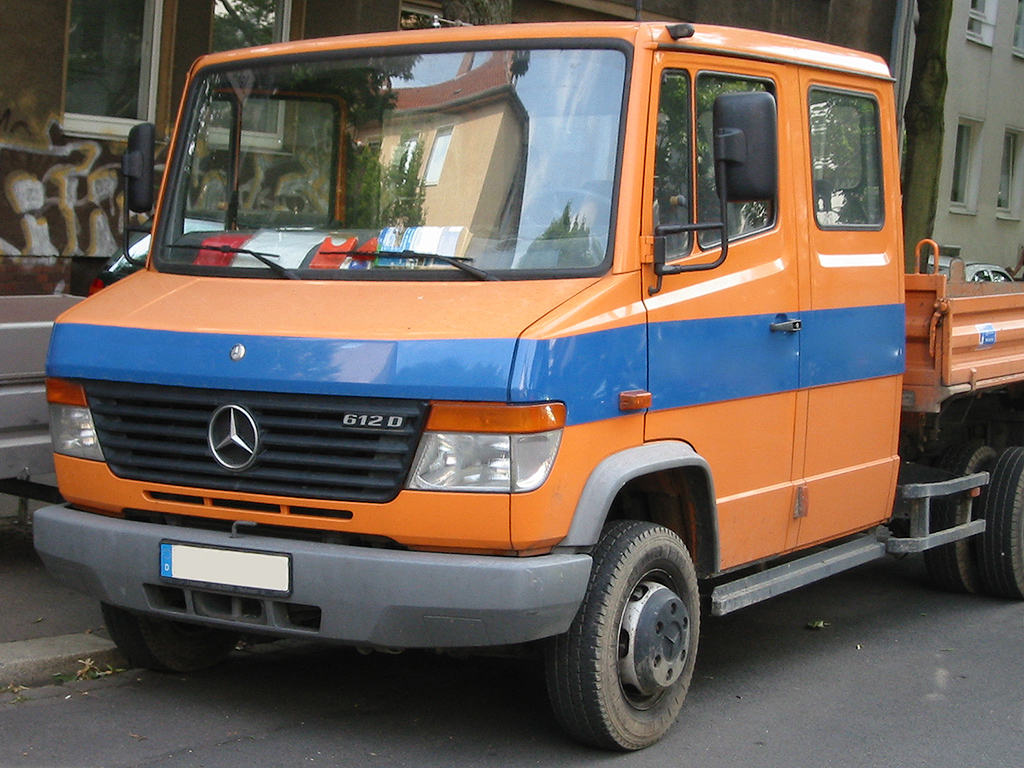
Mercedes Vario 612 D, Doppelkabiner
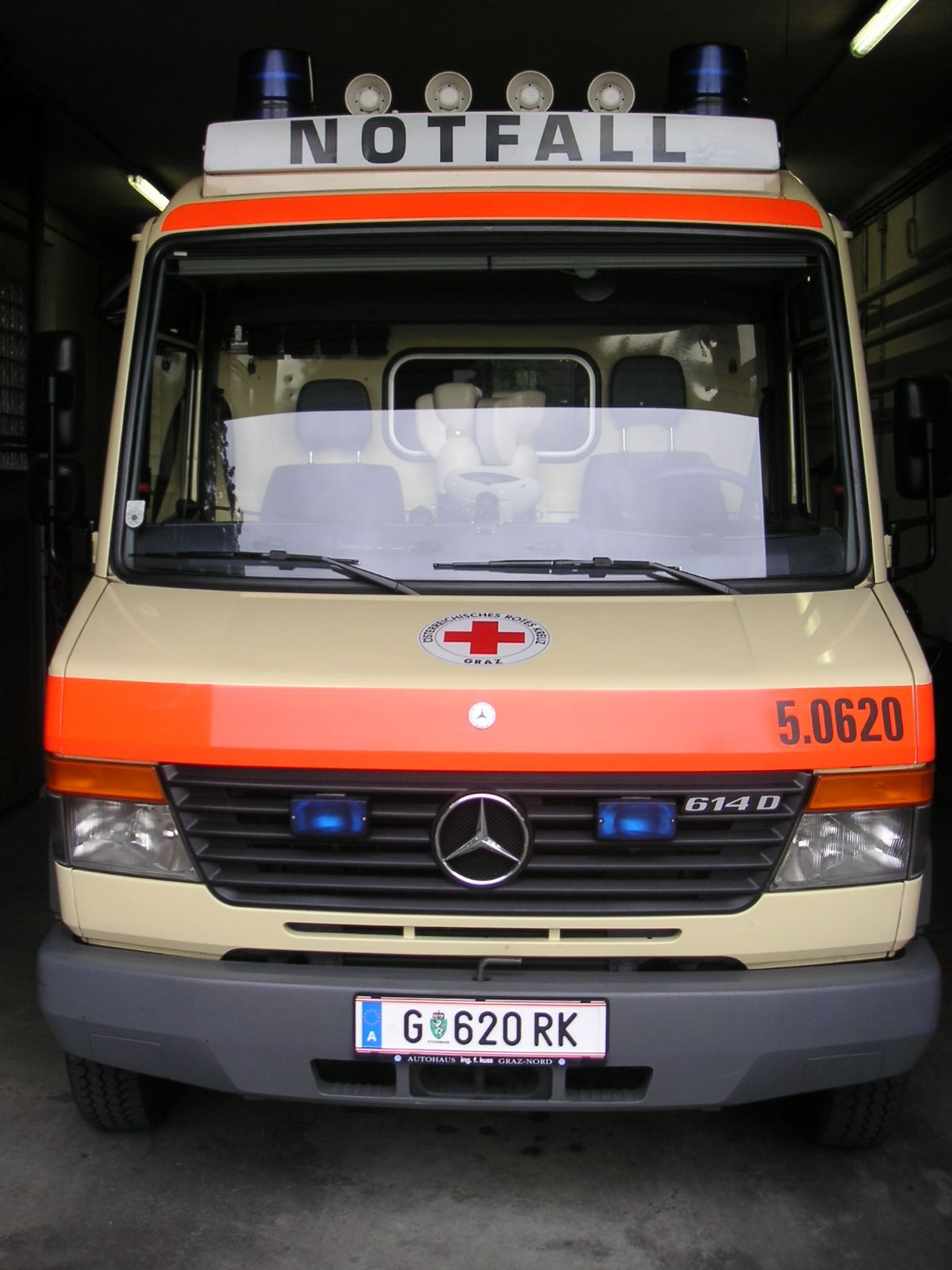
Vario-Rettungswagen
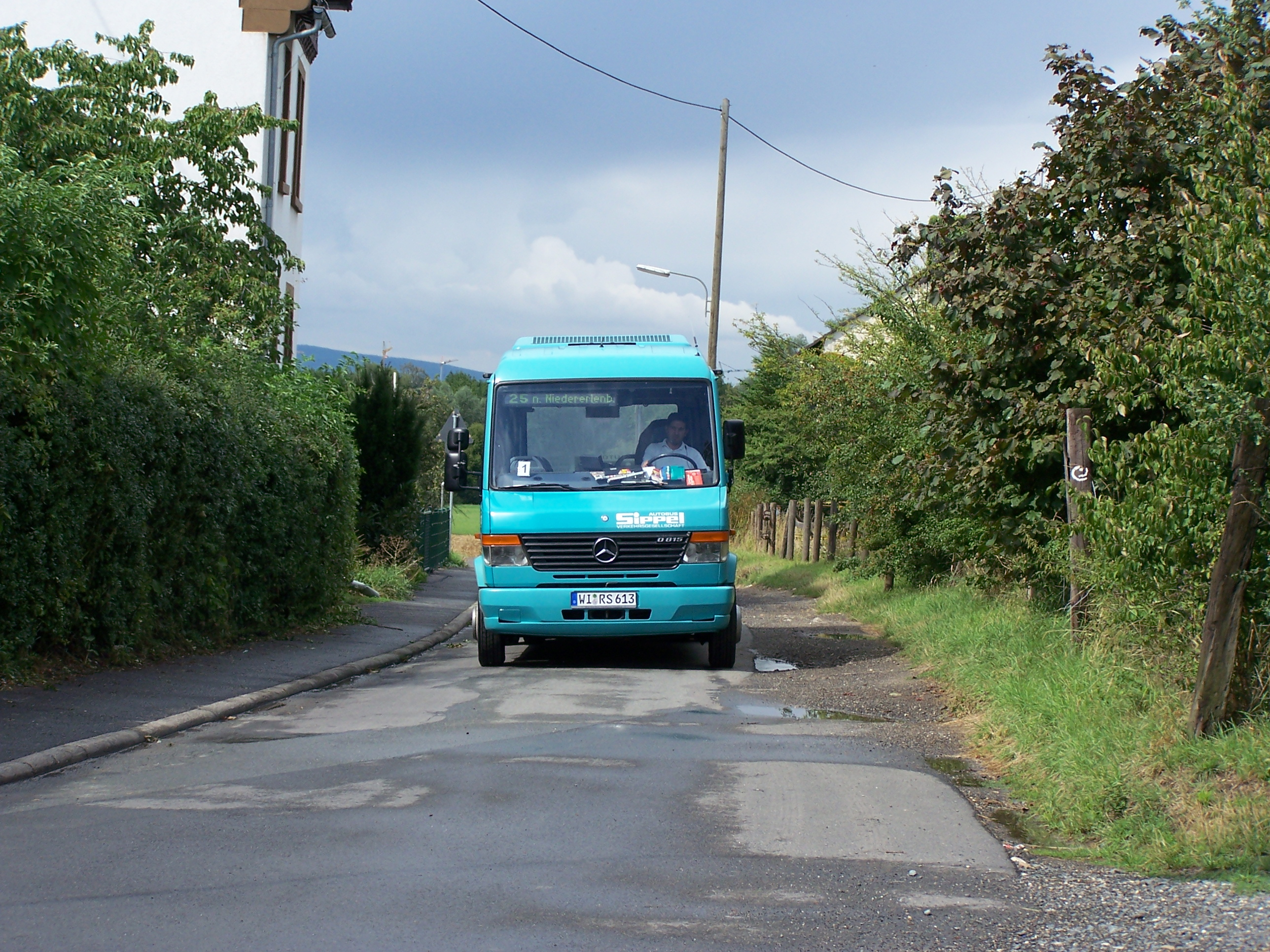
Vario als Linienomnibus
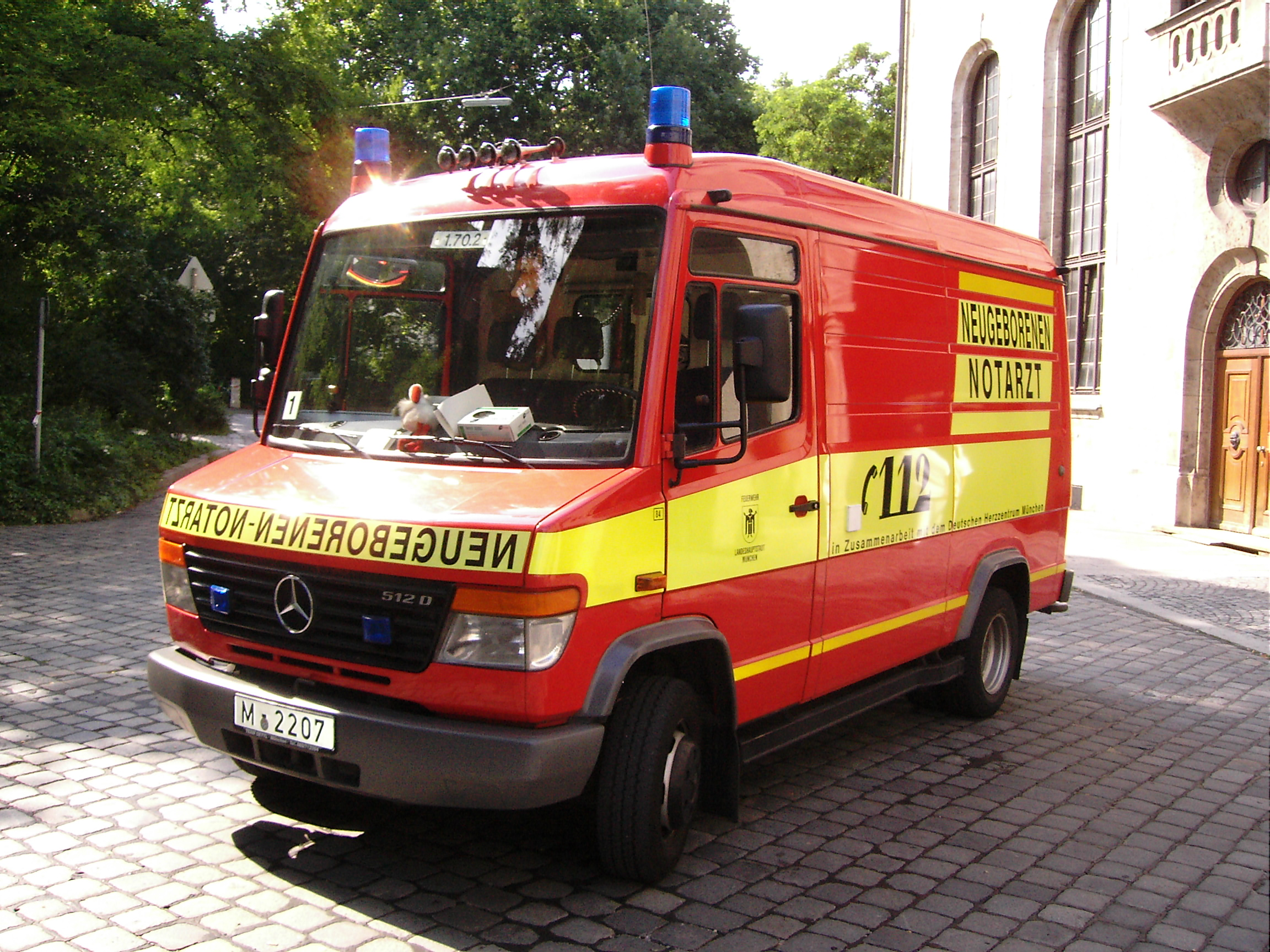
Vario 512 D als Baby-Notarztwagen
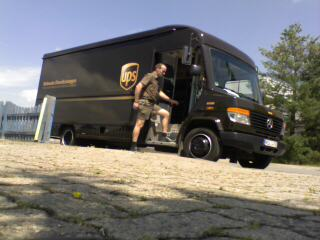
UPS-Zustellwagen P1000 auf Vario-Basis